# Pont José-Antonio-Páez
Pour les articles homonymes, voir Páez.
Le pont international José Antonio Páez est un pont sur le río Arauca qui relie la ville d'El Amparo (État d'Apure) au Venezuela, et la ville d'Arauca en Colombie.

## Toponymie
Le nom porte le nom de José Antonio Páez, trois fois président du Venezuela au XIXe siècle.

## Construction
Il fut construit de 1964 à 1967 par les gouvernements colombien de Carlos Lleras Restrepo et vénézuélien de Raúl Leoni. Il constitue le principal point de passage pour le transport de pétrole et de marchandises de la région.